# Björn Wagnsson
Björn Wagnsson, född 9 maj 1937 i Bromma, Stockholm, död 21 januari 1999 i Katrineholm, var en svensk advokat.

## Biografi
Björn Wagnsson föddes 1937. Föräldrarna var Ruben Wagnsson (1891–1978) och Helga Wagnsson, född Nilsson (1893–1978). År 1947 utsågs Ruben Wagnsson till landshövding i Kalmar län och det var till Kalmar som Björn Wagnsson flyttade med sin familj som nioåring. Modern var utbildad folkskollärare.
De första skolåren i Bromma gick Wagnsson på Smedslättsskolan innan skolgången fortsatte i Kalmar. Realskolan genomfördes i Kalmar och gymnasiet i Sigtuna på Sigtunaskolan där han avlade studentexamen. Han började läsa juridik vid Stockholms Högskola vid Norrtullsgatan 2 och utöver studierna var han under studieperioden aktiv på flera sätt. Bland annat hade han ett år anställning som amanuens vid Stockholms stads rätts- och polisdirektion vilket då omfattade såväl rådhuset som åklagarmyndigheten och polisen. Han var under en period också ordförande i Juridiska föreningen. Det var också där han träffade blivande hustrun Marie-Louise.
Björn Wagnsson slutförde sina studier på två och ett halvt år. Efter juris kandidatexamen 1961 och tingstjänstgöring i Oppunda och Villåttinge domsaga i Katrineholm, som han avslutade 1963, sökte han en tjänst på Utrikesdepartementet. Där antogs han som attaché 1964. Placeringen blev Australien, men han avstod från diplomatkarriären. Istället gick han tillbaka till juridiken och domarbanan där han blev hovrättsfiskalsaspirant i Svea hovrätt 1965 och därefter rådman i Eskilstuna rådhusrätt 1969. Utöver övriga juristuppdrag var han även skiljedomare.
Till advokatyrket lockades han av advokat Björn Rosengren och han fick en tjänst hos Henning Sjöström på Juristhuset 1971–1975 där han var med och byggde upp företaget och bland annat jobbade med det kända neurosedynmålet.
Det var också på Juristhuset han fick kontakt med idrottsjuridiken. Här kunde han påbörja arbetet inom idrott, ett område som låg honom varmt om hjärtat eftersom han var sportintresserad sedan unga år. Ett av skälen till engagemanget var också att Wagnsson följt uppbyggnaden av det professionella skridskoförbundet och där upptäckt hur bristfälliga kunskaper idrottsmännen hade när det gällde att förhandla. Han beslöt sig då för att hjälpa idrottsmännen på ideell basis. Kunskaperna fick han nytta av när han började arbeta med den mer professionella ishockeyn.
Björn Wagnsson blev den förste svenske advokaten att biträda hockeystjärnor från Sverige som ville spela i NHL på andra sidan Atlanten. Börje Salming och Inge Hammarström blev de första klienterna när han hjälpte dem att skriva kontrakt med Toronto Maple Leafs.
Björn Wagnssons arbete för sina idrottsklienter var exceptionellt. Han åkte själv över till USA och ordnade med boenden, vilket var värdefullt för alla. Eftersom förfarandet var nytt, det fanns det inget tidigare att gå på, skrev och utarbetade Björn Wagnsson själv alla kontrakt.
Efterhand fick Björn Wagnsson flera NHL-proffs att ta hand om. Han blev framgångsrik inom området och hans namn etablerat. Något han såg möjligheter att kunna dra nytta av och utveckla genom att starta en egen byrå. Valet av etableringsort föll på Katrineholm där han tidigare bott med sin familj i flera år och var väl etablerad både yrkesmässigt och socialt. Närheten till hustrun Marie-Louises hemstad Norrköping hade också betydelse. Från Norrköpings flygplats kunde man enkelt nå Köpenhamn och därmed vidare ut i världen vilket var nödvändigt i samband med arbetet med idrottsmännen och deras avtal. Tillsammans med Mats Sommestad startade han 1975 Advokatfirman Björn Wagnsson, som efter ett par år ombildades till Advokaterna Wagnsson & Sommestad AB.
Fler ishockeyspelare vände sig till Wagnsson & Sommestad och efterhand utökades klientelet med framför allt tennisspelare och golfspelare. På advokatbyrån skapades Team Siab i Tennis med Anders Järryd, Joakim Nyström, Hans Simonsson och Mats Wilander. Senare skapades också Team Saab i golf med bland annat Christer Kinell. Båda var lyckosamma satsningar för sina respektive sporter. Världsstjärnor som Ingemar Stenmark, J-O Waldner, Robert Karlsson och Lotta Neumann blev också klienter.
Mellan Ingemar Stenmark och Björn Wagnsson fanns en bra personkemi. Björn Wagnsson agerade på ett tillbakadraget och lågmält sätt som uppskattades av familjen Stenmark. De hade aldrig något skrivet kontrakt, för Ingemar räckte det med ett handslag. Fram till våren 1980 och övergången till B-licens kunde Björn bara agera som informell rådgivare i ekonomi- och avtalsfrågor. Därefter tog han över hela ansvaret för Ingemars affärer. 
Björn Wagnsson blev känd som idrottsadvokat och hans karriär kom att följa idrottens utveckling med professionella aktörer inom de olika sporterna. De professionella idrottsmännen behövde, förutom hjälp med kontraktsskrivanden också ofta ekonomisk rådgivning. Advokatbyrån kunde bistå med båda tjänsterna.
Björn Wagnssons förtroende hos idrottsmännen var stort och 1978 blev han ordförande i Svenska Ishockeyspelares Centralorganisation, SICO, ett uppdrag han hade i tolv år. Redan 1975 var han vice ordförande i Svenska Landhockeyförbundet.
Björn Wagnssons engagemang för den lokala idrotten i Katrineholm var också stort. Under ett antal år var han ordförande i Värmbols GoIF och 1995–98 var han ordförande i Katrineholms Golfklubb. Under 80-talet samlade han under några år de världsstjärnor han arbetade med för en gemensam årlig golftävling på golfklubbens hemmaplan Jättorp. Ett evenemang som bevakades stort av riksmedia. Sällan sågs så många svenska idrottsmän av yppersta världsklass träffas på samma plats.
Till Björn Wagnssons framgångar i den bransch han verkade bidrog hans många unika personliga egenskaper. Han kunde skilja mellan sak och person vilket bidrog till sakliga diskussioner utan personliga konflikter vilket i sin tur underlättade vid avtalsskrivande. Han hade en god analytisk förmåga som kom till nytta för såväl advokatfirman som dess klienter. Han hade en social kompetens i umgänget med andra även under affärsmässiga situationer vilket var avväpnande och vinnande. Björn Wagnsson hade också stor empati och engagerade sig ofta för människor som levde ”på skuggsidan”. 
Björn Wagnsson gick bort i januari 1999 men företaget har levt vidare.

## Privatliv
Björn Wagnsson var gift med Marie-Louise Wagnsson, född Frithiof 1938. De hade barnen Ulf, född 1965, och Charlotte, född 1968.